# Otto II Szwabski
Otto II Szwabski (zm. 1047 r.) – palatyn Lotaryngii w latach 1035–1045, książę Szwabii w latach 1045–1047, z rodu Ezzonidów.
Otto był synem palatyna Ezzona i Matyldy Saksońskiej, bratem królowej Polski Rychezy oraz opatki Teofano.
Po śmierci ojca został palatynem Lotaryngii. Po zgonie księcia Hermana IV w 1038 r. Szwabia była zarządzana przez króla Henryka III. Dopiero 7 kwietnia 1045 r. w Goslarze mianował Ottona księciem szwabskim przekazując palatynat Lotaryngii kuzynowi Ottona Henrykowi.
Otto II jest uważany za ojca Rychezy, która poślubiła hrabiego Hermana z Werli, a następnie hrabiego Ottona z Northeim, który od 1061 r. był księciem Bawarii jako Otto II. Ta filiacja jest obecnie uważana za wątpliwą.
Po śmierci Ottona II cesarz Henryk III przekazał Szwabię Ottonowi ze Schweinfurtu  z frankońskiej linii Babenbergów.